# 葛西神社
葛西神社（かさいじんじゃ）は、東京都葛飾区東金町にある神社。旧社格は郷社。金町、東金町を合わせた11町会の総氏神。祭囃子発祥の神社でもある。

## 由緒
創建の年代は平安時代末期、元暦2年（1185年）である。当時は上葛西、下葛西合わせた三十三郷（現在の行政区分では、東京都葛飾区、江戸川区の全域、墨田区、江東区、足立区の一部地域にあたる）の総鎮守として葛西清重の信仰により、香取神宮の分霊を祀ったのが始まりである。
この地は葛西御厨の神域にある。その具体的典拠としては「香取文書」の内、鎌倉時代から室町時代にかけての文書に「治承元年丁酉十二月九日　香取造営次第　葛西三郎清重」などをはじめとする記述が散見できる。なお、至徳4年（1387年）の官符によると御厨在住の領家である占部氏に関して「武蔵国猿俣関務事　香取大禰宜長房如先規可令成敗云々」などの記載があり、往還の人馬から関銭なども徴収して神宮の用途に充てていたことが検証できる。中でも、金町・小鮎（小合）・猿俣（猿町）・飯塚の四郷は古来より21年ごとに香取神宮の造営を携わっていたことは、この地との由縁を物語っている。
上記の事由から、葛西神社（当時は香取宮と称す）が郷内の守護神として祀られたと言われている。その後、時を経てこの香取宮は明治8年には郷社に定められ、第二次世界大戦後は全国神社の社格が廃止され、宗教法人葛西神社として今日にいたる。

## 御祭神
経津主神（ふつぬしのかみ）
経津主神はフツと断ち放つ剣を象徴した神名とされる。そのような働きにより、自己研鑽、勝負、諸願成就の神として葛西神社において主祭神として往古より永く祀られている。
日本武尊（やまとたけるのみこと）
日本武尊は景行天皇の皇子。『日本書紀』の倭姫命の叢雲剣（むらくものつるぎ）の段の話や、日本武尊の御魂が空高く舞い上がり、飛び立っていったという古事にちなんで白鳥となって酉との縁が生じ、おとりさまとしての神様の面など、エピソードの多い神様である。葛飾区の郷土資料史には、大向（現在の東金町）のお社にお酉様として日本武尊が祀られていたのを葛西神社に合祀することになった時、近隣の家々で飼われていた鶏が別れを悲しんで一斉に鳴き声を上げたという伝説が記載されている。
徳川家康尊（とくがわいえやすのみこと）
江戸時代初めに徳川家康が葛西神社へ立ち寄った際、古くから伝わる操り人形芝居の神事を見て大変感激し、奨励のために天正19年（1591年）に玄米十石を扶持として与える御朱印を下賜した。この縁により、葛西神社において徳川家康を祀ることとなる。立身出世や事業成功の象徴として、今なお敬意を集めている。

## 摂末社
以下に記す多くの摂末社が境内に鎮座する。
厳島神社（祭神 市杵嶋姫神）
手水舎の奥にある摂社。朱鳥居、福神殿、厳島神社からなる。
諏訪神社
安政5年（1858年）建立。8月1日が祭礼日。建御名方神は大國主尊の御子神であり、信濃の諏訪大社の大神である。諏訪氏（勝頼）との関係ができてからは武田信玄崇敬の神でもある。
稲荷社（祭神 倉稲魂神）
2月の初午祭に参拝者が参詣に来られる。以前は農作物の収穫を祈り、稲作、地元農産物の金町コカブや青物作物など、生産者の地元農民達に崇敬を集めていた。
葛西天神社（祭神 菅原道真命）
学問の神の道真公を祀る。初天神の時期には、春に進学の夢を望み、天神様へ受験生が参拝される。天神社の参道の脇には、飛梅と称した梅がある。
三峯神社（祭神 日本武尊）
埼玉奥秩父の三峯大神を祀る。
富士社（祭神 木花咲耶姫神）
富士山を模して築山し、種々の自然石を用いて明治44年に竣工。頂上に富士社を祀る。
神明社（祭神 天照大御神）
平成2年に再建。日本人の心の古郷である伊勢神宮の大御神様を奉祭。
道祖神社(祭神 猿田彦神)
元禄13年（1700年）造営。天孫の際、瓊々杵尊（ニニギノミコト）に道案内をしたことにちなみ、旅行の無事安全、また足の健康を願い、草鞋を奉納する。
水神社（祭神 罔象女神）
天保8年（1839年）造営。明治36年再建。造営当時以前から江戸川の洪水が幾度か発生し、村民の大きな悩みであった。自然災害が起きないよう、水の神に祈る人たちの思いがうかがえる。
金町招魂神社
昭和29年に大東亜戦争に出征して国を守り戦った御魂の尽力に感謝し、金町遺族会によって二百有余の御魂を祀る。

## 祭囃子
葛西神社は祭囃子発祥の地と言われている。祭囃子すなわち葛西囃子は城東地域（東京東部）に古くから伝わる郷土芸能の一つ。起源について明確に記載された文献は残されていないが通説としては享保年間、葛西神社の神官、能勢環(のせたまき)が敬神の和歌に合わせ、音律を工夫して和歌囃子として村の若者に教え、御神霊をお慰めしたのがその起源とされている。宝暦3年（1753年）頃より関東代官伊奈半左衛門（増補　葛飾史では伊奈半十郎）忠順が天下泰平・五穀豊穣を祈願すると共に一家和合並びに青少年の善導を目的としてこれを奨励した。結果、毎年各地で葛西囃子代表者の選出会が催される事となり、選出された者を代官自ら神田明神の将軍家御上覧祭りに推薦した事により大流行した。
なお、葛西周辺各地より名人が神田祭で囃子の奉仕をする形式を取っていたがやがてそれらの技能を身に付けた神田の氏子達の手でお囃子が行われる様になる。以来、お囃子は盛んの一途を辿り、神田囃子、深川囃子、また関東周辺にも広まり、秩父、川越、石岡、また東北地方、東海地方の囃子の流儀を生んでいる。但し、葛西囃子は嘉永年間浦賀に黒船が渡来した事件と相まって一時衰退を見せる。安西四年（1857年）六月の神田祭より、月番寺社奉行松平豊前守のきも入りで復活の兆しを見せたものの、幕末から明治維新へと変遷を遂げる社会的動乱の中で再び衰微した。祭礼囃子に対して時代の変化による世人の嗜好が変化した事もその要因と考えられる。
しかし、以降の社会情勢の安定化に伴い葛西囃子も復活を見せる所となり明治17年（1884年）の神田明神の大祭において葛西神社名人代表が参加して好評を博した。また、この頃に小松村の神官秋元式弥が主体となって葛西囃子の普及に努めた事も復興に大きな役割を果たした。第二次世界大戦後、いち早く有志によって、昭和26年（1951年）に葛西囃子保存会（葛西神社事務局）が結成され、昭和28年（1953年）に東京都より無形文化財の指定を受け今日に及んでいる。現在、葛西神社の例大祭、11月の酉の市の祭事に奉納演奏を、また毎月中旬の日曜日にも境内で稽古が行われている。
余談だが「葛西囃子」の名称自体は戦後に付けられたものである。これは大東亜戦争の後、地元有志の手により保存会が結成されてからの呼称でありそれ以前は単に「おはやし」と称されていた。

## 酉の市
葛飾区唯一のお酉様として11月の酉の日には、熊手を求める参拝者で賑わっている。酉の市の夜には神楽殿において素人演芸大会が行われており、第二次世界大戦以前から長く続けられている。また、日本放送協会（NHK）のテレビ番組「NHKのど自慢」の初代の鐘が奉納され、今でもその鐘で参加者の歌唱力を審査している。

## 骨董市
毎月第一土曜日に朝8時から夕方まで、葛西神社青空骨董市委員会による青空骨董市が開かれており、多数の出店がされている。

## 文化財
- 板絵着色赤穂浪士討ち入りの図（葛飾区指定有形文化財）[3]
- 豊臣秀吉家臣・浅野長吉文書（葛飾区指定有形文化財）[3]
- 葛西神社鍾馗石像（葛飾区指定有形民俗文化財）[3]
- 葛西神社のイチョウ（葛飾区指定文化財天然記念物）[3]
- 宮神輿

## ギャラリー

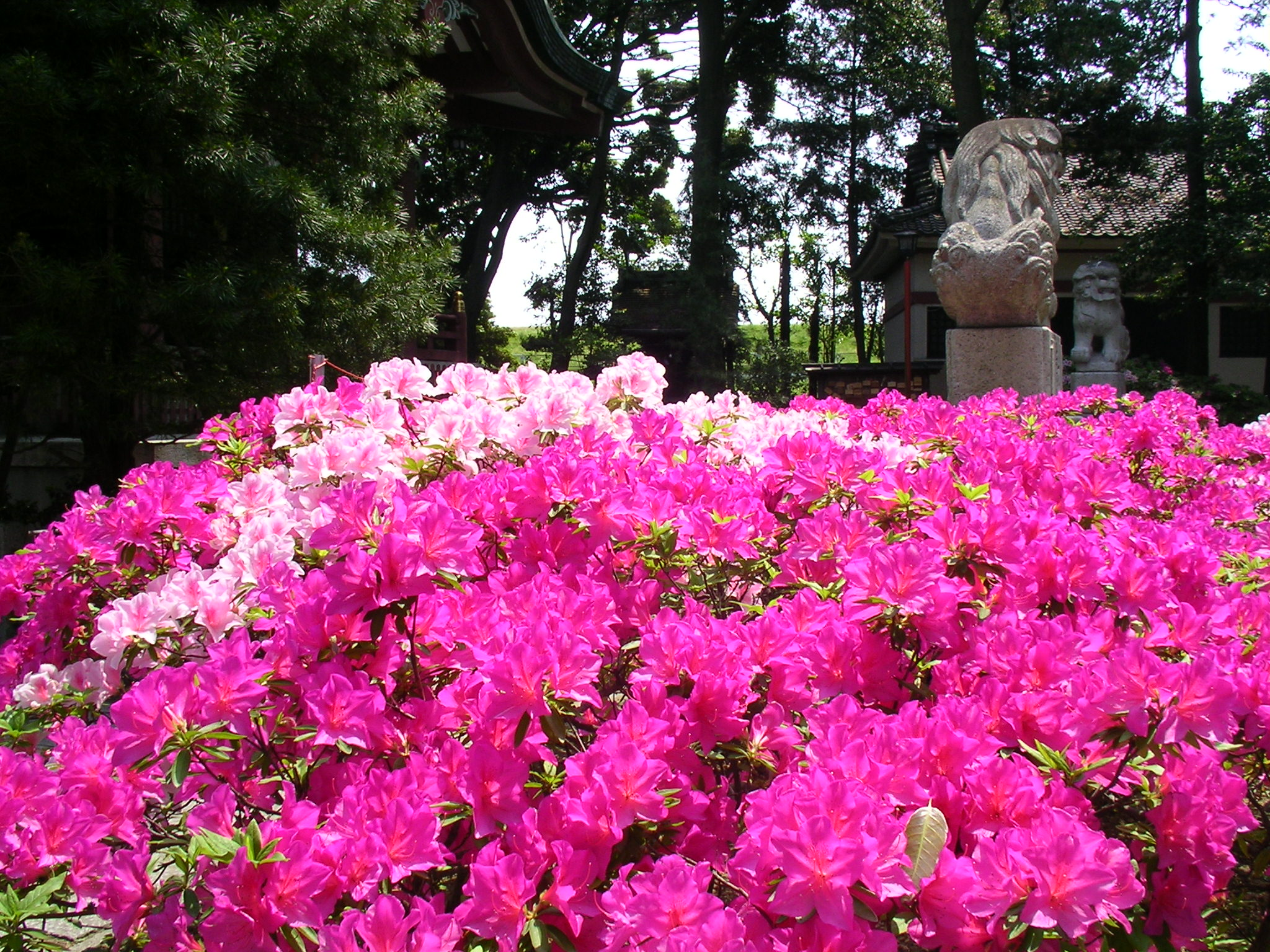
葛西神社境内ツツジ
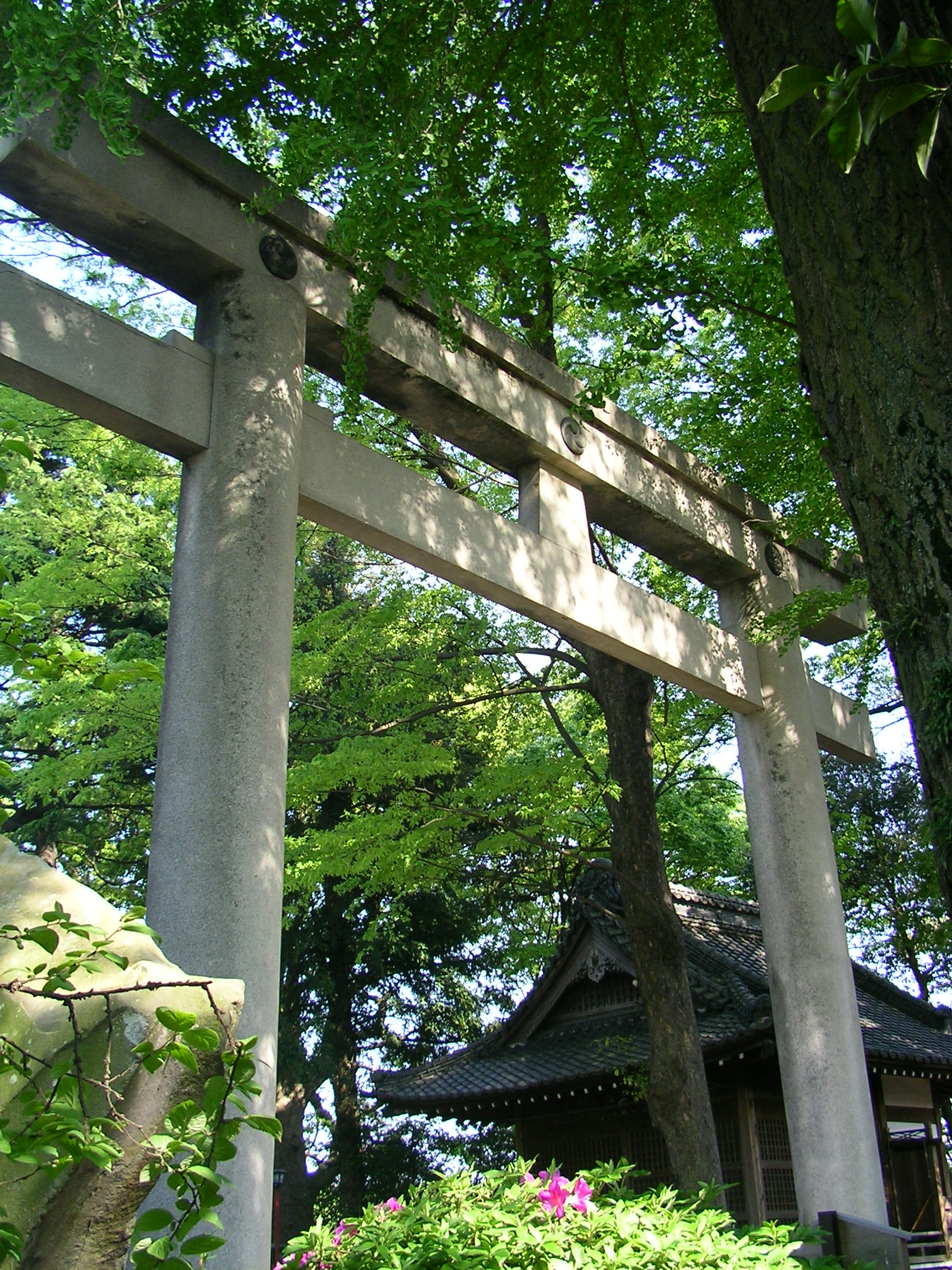
葛西神社大鳥居
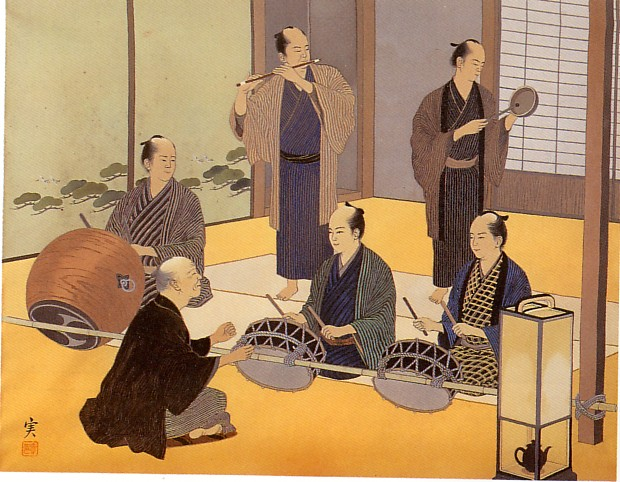
葛西囃子稽古図
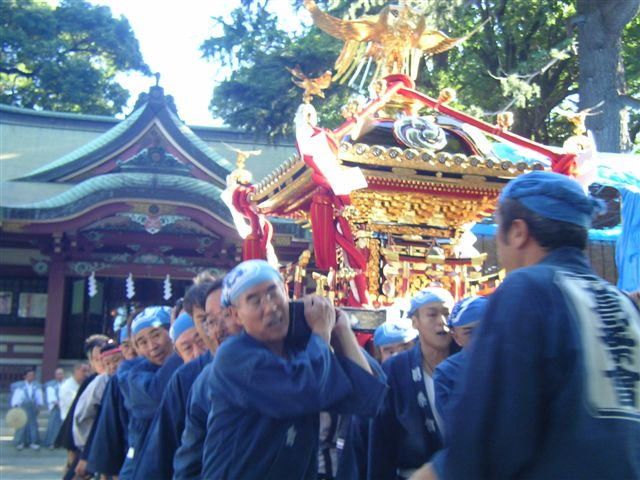
葛西神社宮神輿

## 交通
東日本旅客鉄道（JR東日本）常磐緩行線「金町駅」・京成金町線「京成金町駅」より徒歩約10分（経路案内）